# 北会津町天満
北会津町天満（きたあいづまち てんまん）は、福島県会津若松市の大字である。郵便番号は969-6001。

## 地理
会津若松市北西部の北会津地区（旧北会津郡北会津村域）に属する。北から東にかけ北会津町宮袋、南で北会津町麻生新田、西で大沼郡会津美里町中川原、会津美里町高田中川原道上甲、会津美里町寄通甲とそれぞれ隣接する。概ね町村制施行以前の北会津郡麻島村のうち、旧西麻生村域北西部の流れを汲む地域である。北会津地区西部に位置し、一級水系阿賀野川水系宮川右岸流域の一角を範囲とする。北端部を福島県道152号橋本会津高田線が東西にかすめる。域内全域にわたり農地が広がり、中央部の字天満東周辺に集落が位置する。北会津地区の他大字と同様に民家がある区画のほとんどは「字」以降を付けず大字に直接番地が続く住所表記がなされる。 

### 河川・湖沼
一級水系阿賀野川水系
- 宮川

### 主な字
字
- 天満
- 墓の前

## 歴史
- 1875年8月12日 -  西麻生村、大島村、北後庵村が統合され麻島村が発足する。
- 1879年1月27日 - 麻島村が福島県内における郡区町村制の施行により北会津郡の村となる。
- 1889年4月1日 - 町村制の施行により麻島村が周辺6村と合併し川南村が発足する。旧麻島村域は川南村大字麻島となる。
- 1956年5月1日 - 川南村が荒舘村と合併して北会津村が発足し、北会津村の大字となる。
- 2004年11月1日 - 北会津村が会津若松市に編入され会津若松市の大字となるのに伴い、大字麻島のうち天満甲、墓の前甲が北会津町天満へと変更される。

## 世帯数と人口
2024年1月1日現在の世帯数と人口は以下の通りである。
| 大字         | 世帯数 | 人口 |
| ------------ | ------ | ---- |
| 北会津町天満 | 10世帯 | 38人 |

## 小・中学校の学区
市立小・中学校に通う場合、学区は以下の通りとなる。
| 番地 | 小学校                 | 中学校                   |
| ---- | ---------------------- | ------------------------ |
| 全域 | 会津若松市立川南小学校 | 会津若松市立北会津中学校 |

## 交通

### 道路
- 福島県道152号橋本会津高田線
  - 宮袋橋
- 幹線一級市道32号

## 施設
- 天満公民館